# Tasimia atra
Tasimia atra is een schietmot uit de familie Tasimiidae. De soort komt voor in het Australaziatisch gebied.